# Ličartovce
Ličartovce es un municipio del distrito de Prešov en la región de Prešov, Eslovaquia, con una población estimada a final del año 2024 de 972 habitantes.
Se encuentra ubicado en el centro-sur de la región, en el valle del río Torysa (cuenca hidrográfica del río Tisza) y cerca de la frontera con la región de Košice.

## Demografía
| Año        | 1994 | 2004    | 2014    | 2024    |
| ---------- | ---- | ------- | ------- | ------- |
| Población  | 956  | 947     | 974     | 972     |
| Diferencia |      | −0,94 % | +2,85 % | −0,20 % |

| Año        | 2023 | 2024    |
| ---------- | ---- | ------- |
| Población  | 960  | 972     |
| Diferencia |      | +1,25 % |